# Laurová
Laurová je zaniklá usedlost v Praze 5 – Smíchově, která stála na rohu ulic Radlická a K Vodojemu. Jsou po ní pojmenovány ulice Na Laurové a Nad Laurovou.

## Historie
Vinici koupil roku 1730 český komorní rada a vrchní administrátor hor a mince Jan František Laura od paní Clary Sonntagové. Roku 1882 držel dvůr Leopold Jurain a po něm rodina Barthových, kteří vlastnili také sousední Barvířku, Brentovou a Minařku.
Usedlost byla zbořena na počátku 20. století a místo bylo zastavěno novou zástavbou.